# Heimatschutzkommando 18
Das Heimatschutzkommando 18 war ein teilaktives Heimatschutzkommando des Heeres der Bundeswehr mit Sitz des Stabes in Oberhausen und Neuburg. Der Verband wurde 1970 ausgeplant, 1981 aufgelöst und unterstand dem Befehlshaber im Wehrbereich VI.

## Geschichte

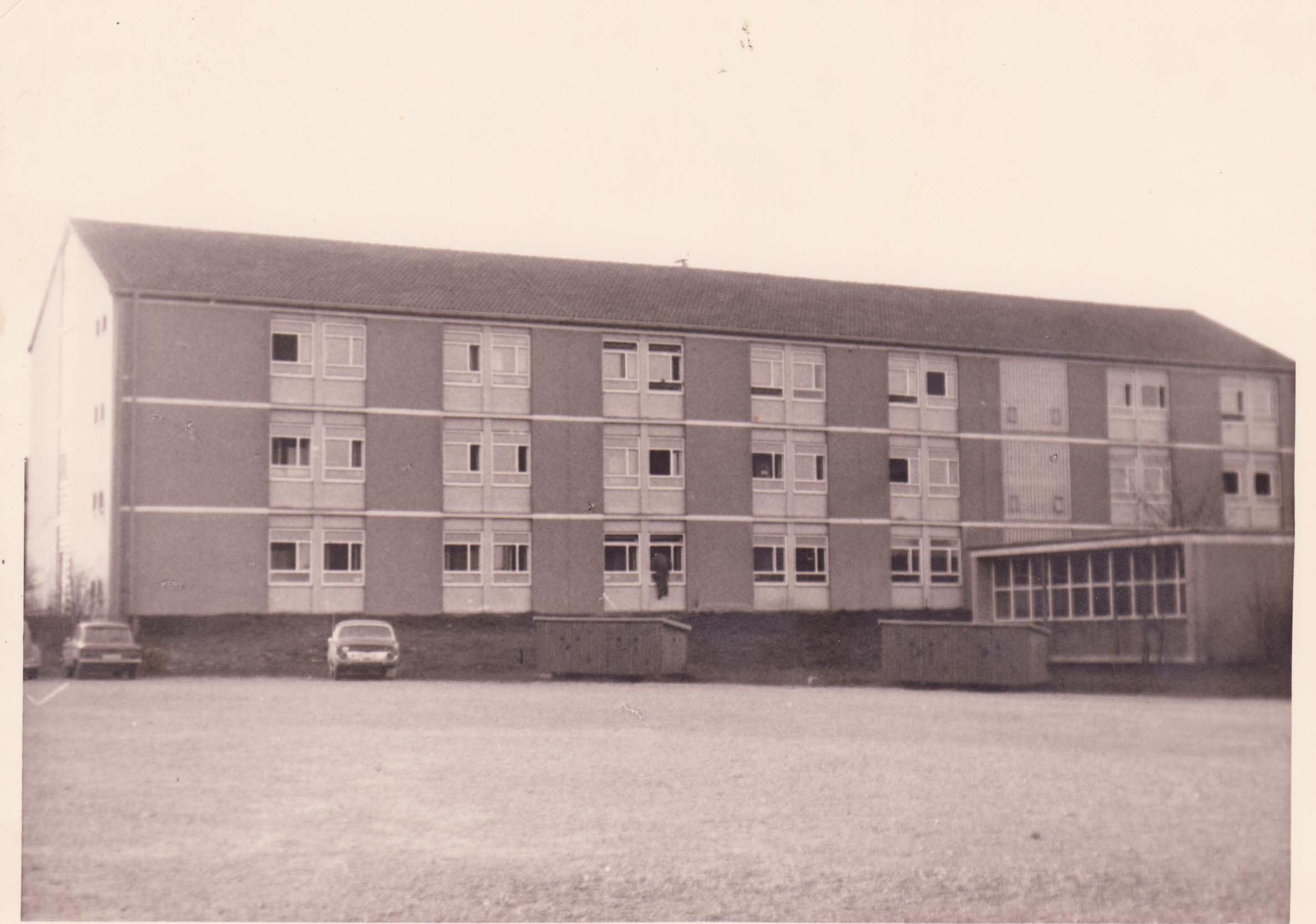
Sitz des Stabes: Tilly-Kaserne auf der Gemeindegrenze von Neuburg und Oberhausen

### Aufstellung
Das Heimatschutzkommando 18 wurde zum 1. April 1970 zur Einnahme der Heeresstruktur III als teilaktiver Truppenteil im Wehrbereich VI in Oberhausen an der Donau aufgestellt. Zur Aufstellung wurden Teile der bisherigen Panzergrenadierbrigade 28 mit Stab in Donauwörth herangezogen.
Das Heimatschutzkommando war eines der sechs teilaktiven Heimatschutzkommandos des Territorialheeres. Nur ein Teil des Heimatschutzkommandos war im Frieden präsent. Im Spannungs- oder im Verteidigungsfall konnte das Heimatschutzkommando  durch einberufene Reservisten deutlich aufwachsen. Einige der unterstellten Bataillone und Kompanien waren dazu als nicht aktive Geräteeinheiten ausgeplant, die erst im Verteidigungsfall mobil gemacht worden wären. Dazu war deren Wehrmaterial im Frieden in Depots eingelagert oder musste als materielle Mob-Ergänzung aus zivilen Beständen eingezogen werden.

### Auftrag
Das Heimatschutzkommando 18 war in die Verteidigungspläne der NATO im Bereich des II. Korps und  CENTAG eingeplant. Auftrag war, die Flussübergänge im Bereich Burghausen-Tittmoning mit stärken Kräften zu sichern, die Übergänge der Salzach zur Sprengung vorzubereiten und diese auf Befehl auszulösen. Ferner sollte das Gebiet der Salzach unter Ausnutzung der vollen Sperrwirkung verteidigt werden. Angreifende Feindkräfte sollten bei Übersetzversuchen am gesamten  vorderen Rand der Verteidigung zerschlagen werden. Dazu sollte die Panzerjägerreserve in den Wäldern bei Feichten an der Alz in Bereitstellung gehen.
Im Frieden bildeten die unterstellten Ausbildungszentren Soldaten der Heimatschutztruppe aus.

### Auflösung
Zur Einnahme der Heeresstruktur IV wurde das Heimatschutzkommando 18 zum 31. Dezember 1980 außer Dienst gestellt. Personal und Material des außer Dienst gestellten Heimatschutzkommandos wurden zur Aufstellung der teilaktiven Heimatschutzbrigade 56 verwendet. Teile wurden zur Aufstellung der nicht aktiven Heimatschutzbrigade 66 verwendet.

## Gliederung
Das Heimatschutzkommando gliederte sich in:
- Stab und Stabskompanie (Neuburg/Oberhausen) (gekadert)
  - Jägerregiment 53
    - Jägerbataillon 531 (München) (aktiv)
    - Jägerbataillon 532 (München) (Geräteeinheit)

  - Jägerregiment 54
    - Jägerbataillon 541 (Neuburg/Oberhausen) (aktiv)
    - Jägerbataillon 542 (Neuburg/Oberhausen) (Geräteeinheit)

  - leichtes Pionierbataillon 18 (Geräteeinheit)
  - Mörserkompanie 530 (Geräteeinheit)
  - Mörserkompanie 540 (Geräteeinheit)
  - Panzerjägerkompanie 530 (Geräteeinheiten, M48 105 mm)
  - Panzerjägerkompanie 540 (Geräteeinheiten, M48 105 mm)
  - Panzerjägerkompanie 541 (Geräteeinheiten, M48 105 mm)
  - Panzerjägerkompanie 542 (Geräteeinheiten, M48 105 mm)
  - Versorgungsbataillon 18 (Geräteeinheit)
  - 1 Feldersatzbataillon (Geräteeinheit)
  - 3 Ausbildungszentren

## Verbandsabzeichen

Verbandsabzeichens

Das Heimatschutzkommando führte ein Verbandsabzeichen mit folgender Blasonierung:
„Grün bordiert, von Silber und Blau schräglinks geteilt, aufgelegt ein schwarzes Mittelschild, darin ein rotbewehrter und rotgezungter goldener Löwe.“
Das Verbandsabzeichen stellte die Verbindung zum Stationierungsraum her. Das Verbandsabzeichen nahm wesentliche Elemente des Wappens von Oberbayern auf. Die Farben und Schrägteilung erinnerten an die bayerische Rauten. Der Löwe im schwarzen Schild ähnelte dem Pfälzer Löwen aus dem Wappen Oberbayerns. Im Wappen Oberbayerns ist der Pfälzer Löwe allerdings als gekrönter Löwe dargestellt. Der grüne Bord war typisch für alle Heimatschutzkommandos in der Heeresstruktur III. Grün ist die Waffenfarbe der Jägertruppe, denn die meisten Heimatschutzkommandos ähnelten im Kern Jägerbrigaden.
Das Verbandsabzeichen wurde vom „Nachfolgeverband“ Heimatschutzbrigade 56 fortgeführt. Der Pfälzer Löwe fand sich auch im Verbandsabzeichen der 4. Panzergrenadierdivision und der Heimatschutzbrigade 54. Die Bayerischen Rauten fanden sich auch in den Verbandsabzeichen im Bereich der 4. Panzergrenadierdivision, beim Verbandsabzeichen der 13. Panzergrenadierdivision und bei einer älteren Ausführung des Verbandsabzeichens der Panzergrenadierbrigade 37.

## Kommandeure
Das Heimatschutzkommando wurde durch folgende Stabsoffiziere kommandiert:
- Oberst Karl Völkl (1. April 1970 bis 28. September 1973)
- Oberst Karl-Heinz Brandt (28. September 1973–1978)
- Oberst Werner Heumann (1978 – 30. September 1980)
- Oberst Eberhard Fuhr (25. September 1980 bis 31. März 1981)